# SMS Dresden (1917)
Дрезден (нем. S.M.S. Dresden (1917)) — лёгкий крейсер ВМС Германии периода Первой мировой войны.
Один из легких крейсеров типа «Кёльн II» Германского императорского флота времён Первой мировой войны. Являлись второй серией лёгких крейсеров типа «Кёнигсберг II». Всего было заложено 10 единиц, на воду успели спустить 7, но до конца войны достроили и ввели в строй только два крейсера: «Кёльн» и «Дрезден».

## Технические характеристики
Длина крейсера по КВЛ составляла 149,8 м, максимальная — 155,5 метров; ширина 14,2 метра; осадка по проекту 6,01 м, максимальная — 6,4 метра. Водоизмещение нормальное 5620 тонн, полное — 7468 т.
Бронирование как у типа «Магдебург» — палуба 40-60 мм, борт 60 мм, боевая рубка 100 мм, щиты орудий главного калибра 50 мм.
Вооружение — восемь 150-мм 45 калиберных орудий 15 cm SK L/45 в одноствольных установках закрытых щитами, три 88-мм/45 зенитных орудия, четыре 600-мм торпедных аппарата, 200 морских мин.
Восемь угольных и шесть нефтяных водотрубных паровых котлов с максимальным давлением в 16 атм. располагались в 4 котельных отделениях. Суммарная площадь колосниковых решеток 5700 м². 2 паровых турбины, 2 винта. Проектная мощность силовой установки 31 000 л. с., скорость 27,5 узла. На испытаниях «Дрезден» развил скорость в 27,8 узлов при мощности в 49 428 л. с. и средней частоте вращения валов 338 об/мин.
Запас топлива — 300 т нефти и 1100 т угля. Запас хода 5400 миль на скорости в 12 узлов и 1200 миль на скорости в 25 узлов.

## Судьба
Крейсер «Дрезден» построен на верфи «Howaldtswerken» в городе Киль. Заложен в 1916 году с стапельным номером 601. Спуск на воду состоялся 25 апреля 1917 года, введён в эксплуатацию 28 марта 1918 года. Был интернирован и затоплен собственным экипажем в бухте Скапа-Флоу. Затонул 21 июня 1919 года в 13:50. Не поднимался и до сих пор находится на дне бухты.

## Командиры
- Корветтенкапитан Принц Адальберт Прусский (нем. Adalbert von Preußen), март — ноябрь 1918[4]
- Капитан цур зее Курт Франк (нем. Kurt Franck), ноябрь 1918[4]
- Корветтенкапитан  Альберт Гэйер (нем. Albert Gayer)[4], с 6 по 18 ноября
- Корветтенкапитан Йоган Бернхард Манн (нем. Johann Bernhard Mann), ноябрь — декабрь 1918[4]
- Капитанлейтенант Людвиг Фабрициус (нем. Ludwig Fabricius), декабрь 1918 — июнь 1919[4]